# 800 mètres masculin aux championnats du monde d'athlétisme 2009
Navigation
Osaka 2007 Daegu 2011
L'épreuve du 800 mètres masculin des championnats du monde de 2009 s'est déroulée les 20, 21 et 23 août 2009 dans le Stade olympique de Berlin. Elle est remportée par le Sud-africain Mbulaeni Mulaudzi.

## Critères de qualification
Pour se qualifier (minima A), il fallait avoir réalisé moins de 1 min 45 s 40 du 1er janvier 2008 au 3 août 2009. Le minima B est de 1 min 46 s 60.

## Résultats

### Finalistes
Trois demi-finales, sont qualifiés les deux meilleurs plus les deux meilleurs temps.
1. Nick Symmonds 	USA 	1 min 45 s 96 Q
2. Jackson Mumbwa Kivuva KEN 	1 min 46 s 32 Q

Handicapés par une chute du coureur Soudanais Abubaker Kaki, le Polonais Marcin Lewandowski, arrivé dernier en 2 min 01 s 62, et le Néerlandais Bram Som, abandon, participeront néanmoins à la finale, après réclamation. 	
1. Yusuf Saad Kamel 	BRN 	1 min 45 s 01 Q 	(SB)
2. Yuriy Borzakovskiy RUS 	1 min 45 s 16 Q
3. Alfred Kirwa Yego 	KEN 	1 min 45 s 22 q 	(SB)
4. Mbulaeni Mulaudzi 	RSA 	1 min 45 s 26 q

1. Amine Laalou 	MAR 	1 min 45 s 27 Q
2. Yeimer López 	CUB 	1 min 45 s 33 Q

### Finale
| Rang               | Athlète               | Temps         |
| ------------------ | --------------------- | ------------- |
| Médaille d'or      | Mbulaeni Mulaudzi     | 1 min 45 s 29 |
| Médaille d'argent  | Alfred Yego           | 1 min 45 s 35 |
| Médaille de bronze | Yusuf Saad Kamel      | 1 min 45 s 35 |
| 4                  | Yuriy Borzakovskiy    | 1 min 45 s 57 |
| 5                  | Amine Laalou          | 1 min 45 s 66 |
| 6                  | Nicholas Symmonds     | 1 min 45 s 71 |
| 7                  | Bram Som              | 1 min 45 s 86 |
| 8                  | Marcin Lewandowski    | 1 min 46 s 17 |
| 9                  | Jackson Mumbwa Kivuva | 1 min 46 s 39 |
| 10                 | Yeimer López          | 1 min 47 s 80 |

### Demi-finales
| Rang | Athlète | Temps |
| ---- | ------- | ----- |
| 1    |         |       |
| 2    |         |       |
| 3    |         |       |
| 4    |         |       |
| 5    |         |       |
| 6    |         |       |
| 7    |         |       |
| 8    |         |       |

| Rang | Athlète | Temps |
| ---- | ------- | ----- |
| 1    |         |       |
| 2    |         |       |
| 3    |         |       |
| 4    |         |       |
| 5    |         |       |
| 6    |         |       |
| 7    |         |       |
| 8    |         |       |

| Rang | Athlète | Temps |
| ---- | ------- | ----- |
| 1    |         |       |
| 2    |         |       |
| 3    |         |       |
| 4    |         |       |
| 5    |         |       |
| 6    |         |       |
| 7    |         |       |
| 8    |         |       |

### Séries
| Rang | Athlète            | Temps              |
| ---- | ------------------ | ------------------ |
| 1    | Mbulaeni Mulaudzi  | 1 min 46 s 40 Q    |
| 2    | Abubaker Kaki      | 1 min 46 s 41 Q    |
| 3    | Fabiano Peçanha    | 1 min 46 s 68 Q    |
| 4    | Sajjad Moradi      | 1 min 47 s 68 (SB) |
| 5    | Abraham Chepkirwok | 1 min 48 s 57      |
| 6    | Eduar Villanueva   | 1 min 48 s 61      |
| 7    | Manuel Olmedo      | DNF                |

| Rang | Athlète             | Temps              |
| ---- | ------------------- | ------------------ |
| 1    | Nick Symmonds       | 1 min 47 s 12 Q    |
| 2    | Belal Mansoor Ali   | 1 min 47 s 16 Q    |
| 3    | Ismail Ahmed Ismail | 1 min 47 s 20 Q    |
| 4    | Mattias Claesson    | 1 min 48 s 02      |
| 5    | Thomas Chamney      | 1 min 48 s 09      |
| 6    | Prince Mumba        | 1 min 48 s 13      |
| 7    | Ilija Ranitovic     | 1 min 53 s 17      |
| 8    | Iulio Lafai         | 2 min 03 s 51 (SB) |

| Rang | Athlète            | Temps                |
| ---- | ------------------ | -------------------- |
| 1    | Gary Reed          | 1 min 45 s 76 Q      |
| 2    | Yuriy Borzakovskiy | 1 min 45 s 86 Q      |
| 3    | Jeff Lastennet     | 1 min 46 s 30 Q (PB) |
| 4    | Samson Ngoepe      | 1 min 46 s 54 q      |
| 5    | Ryan Brown         | 1 min 46 s 92        |
| 6    | Mike Schumacher    | 1 min 48 s 18        |
| 7    | Robin Schembera    | 1 min 54 s 47        |

| Rang | Athlète           | Temps           |
| ---- | ----------------- | --------------- |
| 1    | Yusuf Saad Kamel  | 1 min 46 s 43 Q |
| 2    | Asbel Kiprop      | 1 min 46 s 52 Q |
| 3    | Khadevis Robinson | 1 min 46 s 79 Q |
| 4    | Lukas Rifesser    | 1 min 47 s 07   |
| 5    | Kleberson Davide  | 1 min 47 s 51   |
| 6    | Mahamoud Farah    | 1 min 48 s 23   |
| 7    | Ali Al-Deraan     | DNS             |

| Rang | Athlète            | Temps              |
| ---- | ------------------ | ------------------ |
| 1    | Alfred Kirwa Yego  | 1 min 48 s 32 Q    |
| 2    | Tamás Kazi         | 1 min 48 s 40 Q    |
| 3    | Marcin Lewandowski | 1 min 48 s 41 Q    |
| 4    | Mohammed Al-Salhi  | 1 min 48 s 43      |
| 5    | Luis Alberto Marco | 1 min 48 s 47      |
| 6    | Jozef Repcik       | 1 min 48 s 73      |
| 7    | Evans Pinto        | 1 min 52 s 33      |
| 8    | Arnold Sorina      | 2 min 00 s 13 (SB) |

| Rang | Athlète              | Temps           |
| ---- | -------------------- | --------------- |
| 1    | David Lekuta Rudisha | 1 min 47 s 83 Q |
| 2    | Yeimer López         | 1 min 48 s 04 Q |
| 3    | Michael Rimmer       | 1 min 48 s 20 Q |
| 4    | Abdoulaye Wagne      | 1 min 48 s 22   |
| 5    | Dmitrijs Milkevics   | 1 min 48 s 43   |
| 6    | Mohammad Al-Azemi    | 1 min 51 s 73   |
| 7    | Nadjim Manseur       | DNS             |

| Rang | Athlète               | Temps              |
| ---- | --------------------- | ------------------ |
| 1    | Jackson Mumbwa Kivuva | 1:46.17 Q          |
| 2    | Bram Som              | 1:46.33 Q          |
| 3    | Amine Laalou          | 1:46.38 Q          |
| 4    | Moïse Joseph          | 1:46.68 q          |
| 5    | Adam Kszczot          | 1:46.70 q          |
| 6    | Dmitrijs Jurkevics    | 1 min 46 s 90 (SB) |
| 7    | Pablo Solares         | 1 min 47 s 96 (SB) |

## Légende
Records et Performances
- AR : Record continental (area record)
- CR : Record des championnats (championship record)
- MR : Record du meeting (meet record)
- NR : Record national (national record)
- OR : Record olympique (olympic record)
- PR : Record paralympique (paralympic record)
- PB : Record personnel (personal best)
- SB : Meilleure performance personnelle de la saison (season's best)
- WL : Meilleure performance mondiale de l'année (world leader)
- WJR : Record du monde junior (world junior record)
- WR : Record du monde (world record)

Circonstances et Conditions
- DNF : N'a pas terminé (did not finish)
- DNS : N'a pas pris le départ (did not start)
- DQ : Disqualification (disqualification)
- NM : Aucun essai valable enregistré (No Mark)
- Q : Qualifié « directement » au prochain tour (ou à la prochaine compétition), lors d'une compétition majeure, grâce au classement ou à la réalisation des minima (automatic qualifier)
- q : Qualifié au prochain tour (ou à la prochaine compétition), lors d'une compétition majeure, grâce au repêchage ou à la réalisation de l'une des meilleures performances parmi celles des « non qualifiés directement » (grâce au meilleur temps ou à la meilleure distance par exemple) (secondary qualifier)